# ドレーファー
ドレーファー（英語：Dorever）は、スウェーデン原産の短足セントハウンド犬種のひとつである。犬種名はドレーヴァー、ドレーバーと表記されることもある。別名はスウェーディッシュ・ダックスブラッケ（英語：Swedish dachsbacke）。
ドレーファーというこの犬種名は、スウェーデン語で「ハンター」を意味する単語にちなんでつけられている。

## 歴史
1910年にドイツからウェストファリアン・ダックスブラッケが輸入されたことが本種の歴史の始まりである。これに他の足短セントハウンドが掛け合わされて1920年代に誕生した。その後10年ほど無名の時代が続いたが、1930年代にスウェーデンでノロジカが増えすぎ作物の食害が深刻化した際に猟犬として繰り出されたことがきっかけとなり、以後は人気も頭数も爆発的に上昇した。この後第二次世界大戦が勃発したときには頭数が無名時代の10倍にも膨れ上がっており、且つ愛好家によって手厚く守られたため、難なく今日まで存在することが出来ている。
ドレーファーはノロジカ、ノウサギ、キツネ、イノシシなどを狩るのに用いられている。小型の獲物は単独で追跡し、自ら仕留める。大型の獲物の場合はパックで猟を行い、発見すると吠えて獲物の周りをぐるぐると回って混乱させ、弱ってきたところで噛み留めを行い、動けなくして主人の到着を待った。到着した主人は獲物を猟銃で仕留めて狩猟は完了する。
スウェーデンでは国民的な人気のある犬種で、日本での人気でたとえると柴犬と同じような人気がある。現在も実猟犬として多数の犬が使役されているが、現在は実猟犬よりもペットやショードッグとしての人気のほうが高い。ヨーロッパ圏内での知名度と人気は高いが、そこ以外ではあまり知られていない犬種である。
近年はアメリカや紛争地帯へ地雷探知犬としても輸出されており、訓練の成功率もよいことから将来主要的な地雷探知犬として大成できるのではないかと注目されている。

## 特徴
胴長足短のセントハウンド犬種である。その点を除くと容姿は通常のセントハウンド種と同じである。マズルは短めで、首はしっかりしている。耳は垂れ耳、尾は垂れ尾。筋肉質の引き締まった体つきをしており、足が短く走るのがあまり速くない分、起伏に強くスタミナが多い。又、深い雪の中では短い足を駆使して泳ぐように雪をかき、脚の長い犬種よりも早く進むことが出来る。コートはスムースコートで、毛色はホワイト・アンド・タン、ブラック・アンド・タン、トライカラー（ハウンドカラー）など。体高30～38cm、体重10～15kgの中型犬で、性格は明るく人懐こく、活発である。しつけの飲み込みや状況判断力はよく、子供や仔犬に対しても寛容である。このため家庭犬として飼育するのにも向いているが、ビーグルのように吠え声がよく響き通るので、集合住宅での飼育には注意が必要である。活発だが、運動量は普通である。かかりやすい病気は胴が長い犬種ではよく起こりやすい椎間板ヘルニアや腰痛で、椎間板ヘルニアは抱き方か正しくないことで起こる病気である。他の胴が長い犬種と共通であるが、こういった犬種を抱くときには片手で胸を、もう片手で腰を抱えるようにして抱くことで予防することが出来る。尚、腰痛は激しい運動のし過ぎや太りすぎで起こりやすい。